# Catastrophe de Seveso
Pour les articles homonymes, voir Seveso (homonymie).
 (mars 2010).
Si vous disposez d'ouvrages ou d'articles de référence ou si vous connaissez des sites web de qualité traitant du thème abordé ici, merci de compléter l'article en donnant les références utiles à sa vérifiabilité et en les liant à la section « Notes et références ».
 (mai 2022).
La mise en forme du texte ne suit pas les recommandations de Wikipédia : il faut le « wikifier ».
Les points d'amélioration suivants sont les cas les plus fréquents. Le détail des points à revoir est peut-être précisé sur la page de discussion.
- Les titres sont pré-formatés par le logiciel. Ils ne sont ni en capitales, ni en gras.
- Le texte ne doit pas être écrit en capitales (les noms de famille non plus), ni en gras, ni en italique, ni en « petit »…
- Le gras n'est utilisé que pour surligner le titre de l'article dans l'introduction, une seule fois.
- L'italique est rarement utilisé : mots en langue étrangère, titres d'œuvres, noms de bateaux, etc.
- Les citations ne sont pas en italique mais en corps de texte normal. Elles sont entourées par des guillemets français : « et ».
- Les listes à puces sont à éviter, des paragraphes rédigés étant largement préférés. Les tableaux sont à réserver à la présentation de données structurées (résultats, etc.).
- Les appels de note de bas de page (petits chiffres en exposant, introduits par l'outil «  Source ») sont à placer entre la fin de phrase et le point final[comme ça].
- Les liens internes (vers d'autres articles de Wikipédia) sont à choisir avec parcimonie. Créez des liens vers des articles approfondissant le sujet. Les termes génériques sans rapport avec le sujet sont à éviter, ainsi que les répétitions de liens vers un même terme.
- Les liens externes sont à placer uniquement dans une section « Liens externes », à la fin de l'article. Ces liens sont à choisir avec parcimonie suivant les règles définies. Si un lien sert de source à l'article, son insertion dans le texte est à faire par les notes de bas de page.
- La présentation des références doit suivre les conventions bibliographiques. Il est recommandé d'utiliser les modèles {{Ouvrage}}, {{Chapitre}}, {{Article}}, {{Lien web}} et/ou {{Bibliographie}}. Le mode d'édition visuel peut mettre en forme automatiquement les références.
- Insérer une infobox (cadre d'informations à droite) n'est pas obligatoire pour parachever la mise en page.

Pour une aide détaillée, merci de consulter Aide:Wikification.
Si vous pensez que ces points ont été résolus, vous pouvez retirer ce bandeau et améliorer la mise en forme d'un autre article.
La catastrophe de Seveso est une catastrophe industrielle aux conséquences écologiques et sanitaires majeures, qui s'est produite le 10 juillet 1976, à Seveso, en Lombardie, dans le Nord de l'Italie.
Un nuage d'herbicide contenant des produits toxiques s'échappe de l'usine Icmesa (it) et contamine les alentours, provoquant à la fois des hospitalisations pour les enfants des communes voisines et la mort de plusieurs dizaines de milliers d'animaux d'élevage.
Cette catastrophe est extrêmement médiatisée. Si aucune victime humaine directe n'est finalement à déplorer, les conséquences environnementales nécessitent la décontamination totale du site et de ses alentours. La disparition temporaire et fortuite des fûts contenant les déchets lors de leur voyage vers leur lieu de destruction suscite de forts soupçons de forfaiture de la part des industriels.
La catastrophe est notamment due à l'absence de tout plan d'urgence préparé par la société responsable de l'usine. C'est à la suite de cet évènement que les pouvoirs publics européens créeront la directive Seveso en 1982, afin de prévenir tout risque d'accident majeur sur un site industriel présentant un risque connu.

## Accident
Le 10 juillet 1976, un nuage d'herbicide, contenant de la soude caustique et de la dioxine, s'échappe durant vingt minutes d'un réacteur de l'usine chimique Icmesa, située dans la commune de Meda, et se répand sur la plaine lombarde en Italie. Quatre communes, dont Seveso, sont touchées. Le directeur de production, Paolo Paoletti, prévient les maires des communes. Le 12 (ou le 16 juillet suivant les sources), le travail reprend normalement dans l’usine. Après la mise en grève du personnel le 16 juillet, l’usine ferme le 18.
Le groupe Hoffmann-Laroche, dont fait partie la société suisse propriétaire d'Icmesa, Givaudan, ne communique l’émission de TCDD aux autorités que le 19 juillet, alors qu'il a identifié cet agent dès le 14. Jusqu’au 23 juillet, la population continue à vivre dans un milieu contaminé. L’alarme est tirée ce jour par le Centre de recherche médicale de Roche, à Bâle. Ce dernier déclare que la population doit être évacuée, qu’il faut détruire les maisons et enterrer l’usine. À partir du 23 juillet, les premiers habitants sont évacués : plus de 200 personnes quittent leur maison. Les jours suivants, on se rend compte que la zone touchée est plus vaste et 500 nouvelles personnes sont évacuées ; le directeur de production Paoletti est arrêté. Le directeur général de Givaudan reconnaît qu’il n’existe aucun plan d’urgence. La quantité de TCDD relâchée par l’accident est sujette à de nombreux débats : selon les différentes études, la quantité estimée de dioxine rejetée à l’atmosphère est comprise entre 0,2 et 40 kg.

## Causes
Cet accident a eu lieu dans un réacteur chimique de l'atelier B produisant du 2,4,5-trichlorophénol à partir du 1,2,4,5-tetrachlorobenzene par substitution aromatique nucléophilique avec de la soude. Le 2,4,5-trichlorophénol est un intermédiaire dans la production d'hexachlorophène.
La température nécessaire pour amorcer cette réaction ne pouvait pas être atteinte avec les moyens (eau chaude, vapeur) normalement disponibles pour les autres productions du site. Il avait donc été décidé d'utiliser la vapeur à 12 bars et 190 °C obtenue à la sortie de la turbine du générateur électrique du site et de faire passer cette vapeur dans un serpentin entourant le réacteur afin de réchauffer le mélange réactionnel à 158 °C, soit une température proche de son point d'ébullition de 160 °C. Des tests calorimétriques avaient déterminé qu'une réaction secondaire exothermique se déclenchait dès que la température dépassait 230 °C. Malheureusement, les opérateurs du site ne disposaient d'aucune mesure de température de la vapeur en sortie de la turbine du générateur électrique.
Chaque week-end, les opérations du site doivent être interrompues, comme exigé par la réglementation italienne. Le jour de l'accident, le procédé doit donc être arrêté avant que la dernière étape d'extraction de l'éthylène glycol par distillation n'ait pu être terminée. Comme les autres ateliers de l'usine s'arrêtent au même moment pour la même raison, la consommation électrique du site a chuté fortement, augmentant par conséquent la température de la vapeur en sortie de turbine de 190 °C à environ 300 °C. En arrivant dans le serpentin, cette vapeur surchauffée va porter la paroi du réacteur à cette température proche de 300 °C, en particulier dans la zone supérieure du réacteur, celle contenant la phase vapeur au-dessus du niveau de liquide et non refroidie par le mélange réactionnel en phase liquide. En l'absence de mesure de température de la vapeur en sortie de turbine, les opérateurs n'ont pas conscience de cette élévation de la température et suivent donc la procédure d'arrêt habituelle – en isolant la vapeur et en arrêtant l'agitation du réacteur. La partie supérieure de l'enveloppe du réacteur, anormalement chaude, va alors réchauffer le mélange réactionnel situé juste au-dessous. En l'absence d'agitation, ce réchauffement est très localisé. Il est confiné dans un petit volume du réacteur constitué par les couches supérieures du liquide réactionnel situées à proximité de la paroi du réacteur. Dans ce volume réduit, la température locale atteint et dépasse un seuil de température critique déclenchant une réaction secondaire exothermique. À la suite d'analyses ultérieures, il s'est avéré en outre que ce seuil critique était en fait de seulement 180 °C, soit 50 °C de moins que ce qui avait été jusqu'alors identifié par des tests. Une lente réaction de décomposition s'enclenche alors à ce seuil plus bas, relâchant encore plus de chaleur jusqu'à atteindre 230 °C sept heures plus tard et déclenche l'emballement rapide de la réaction,.
Finalement, la soupape de sécurité du réacteur s'ouvre, entraîne la dispersion dans l'atmosphère d'un nuage toxique contenant plus de six tonnes de produits qui contamineront une surface de 18 km2. Parmi les substances émises se trouvaient entre 0,2 et 40 kg de 2,3,7,8-TCDD. À la température opératoire de réaction, le TCDD est produit en très faibles quantités à moins de 1 ppm (parties par million). Cependant, aux conditions de température plus élevée rencontrées pendant la réaction d'emballement, la production de TCDD aurait atteint 166 ppm, voire plus,.
Les produits contenus dans le nuage toxique furent mal identifiés sur le moment. Les experts de Hoffmann-Laroche pensèrent d'abord qu'il s'agissait seulement de 1,2,4,5-tétrachlorobenzène et de polyéthylène glycol, les réactifs de départ. C'est seulement au bout de quatre jours, quand apparaissent les premiers cas de chloracné, qu'ils identifièrent l'agent responsable, le 2,3,7,8-TCDD, produit désormais plus connu sous le nom de dioxine de Seveso.
À l'époque, la connaissance de la toxicité de la dioxine est limitée par l'absence quasi complète de données scientifiques. On sait, en revanche, que l'une des substances libérées est l'un des composants des défoliants utilisés au Viêt Nam par l'armée américaine (l'Agent orange). La question du risque sanitaire est rapidement posée.

## Conséquences
Sept communes sont touchées ; 358 hectares sont contaminés. Dès les premiers jours, les feuilles des arbres jaunissent, et les enfants sont atteints de chloracné, affection qui gangrène la peau et nécessite leur hospitalisation. 3 000 animaux domestiques sont tués par les émanations, et 77 000 têtes de bétail sont abattues. Par ailleurs, les sols agricoles et les maisons nécessitent de lourds travaux de décontamination, qui commencent en 1982.
Le bilan exact sera connu sept ans plus tard, au moment de l'ouverture du procès des responsables des différentes sociétés incriminées. Parmi la population, 193 personnes, soit 0,6 % des habitants de la zone concernée, ont été atteintes de chloracné, essentiellement des enfants. Aucune n'est décédée, un petit nombre seulement a gardé des séquelles. La moyenne des cancers et des malformations fœtales n'a pas augmenté de manière significative. La seule victime indirecte fut Paolo Paoletti, le directeur de production, qui est assassiné par Prima Linea, groupe proche des Brigades rouges, le 5 février 1980 en pleine rue,,.
Cet accident, qui a donné son nom depuis à tous les sites de production classés à risques en Europe (1 249 en France), a exposé les dangers des activités industrielles chimiques en milieu urbain et alimenté la réflexion écologiste.

## L'épisode des fûts de dioxine

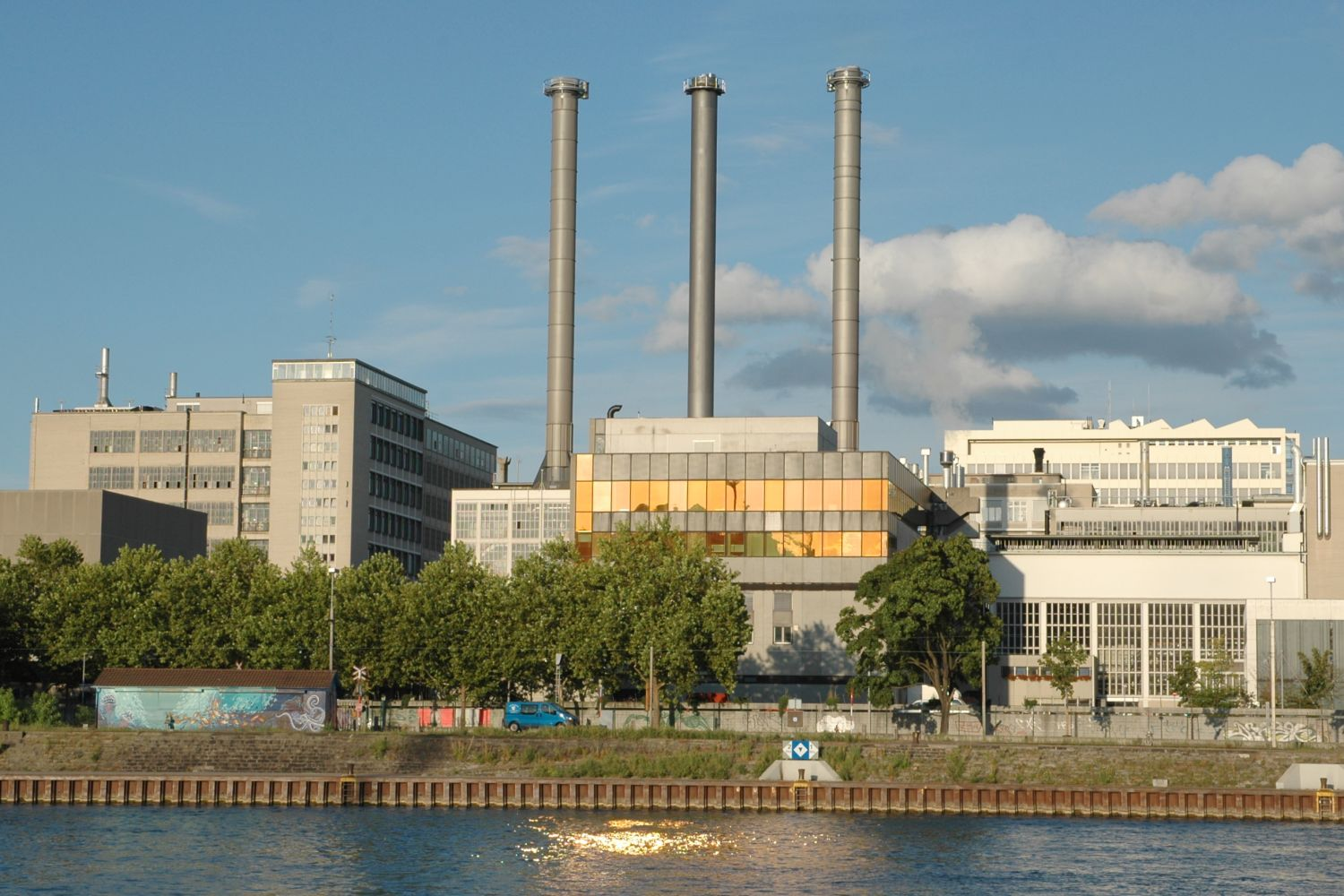
L'incinérateur de Bâle qui a brûlé, en 1985, des déchets toxiques, résidus de la catastrophe de Seveso

En août 1982, les déchets chimiques contenant de la dioxine sont enlevés du réacteur en vue du démantèlement des installations, et transférés dans 41 fûts pour être envoyés par route à l'usine Ciba de Bâle afin d'être incinérés.
Leur trace se perd après le passage de la frontière à Vintimille et ils disparaissent quelque part en France. On les découvre en mai 1983 à Anguilcourt-le-Sart (Aisne) dans un abattoir désaffecté, où ils avaient été transportés illégalement. Ils sont finalement incinérés chez Ciba en novembre 1985, devant la presse.
Cette affaire, très médiatisée, sera officiellement conclue par un rapport de juin 1986[réf. nécessaire].
Plusieurs biologistes ont émis des doutes sur la destruction effective des 41 fûts. Des différences de tonnage et de diamètre des contenants ont été constatées entre les fûts partis d'Italie, et ceux détruits en Suisse. L'hypothèse retenue par ces biologistes est que les fûts détruits ne contenaient que des déchets non contaminés, et que les déchets toxiques auraient été convoyés en Allemagne de l'Est ou en Somalie.
L'usine a été totalement détruite durant les travaux de décontamination.